# Egeralja
Egeralja ist eine ungarische Gemeinde im Kreis Devecser im Komitat Veszprém.

## Geografische Lage
Egeralja liegt 53 Kilometer nordwestlich des Komitatssitzes Veszprém und 21 Kilometer nordwestlich der Kreisstadt Devecser. Nachbargemeinden sind Adorjánháza, Nemesszalók, Csögle und Celldömölk.

## Geschichte
Egeralja wurde vermutlich im 12. Jahrhundert gegründet und 1735 erstmals urkundlich erwähnt. Im Jahr 1913 gab es in der damaligen Kleingemeinde 102 Häuser und 493 Einwohner auf einer Fläche von 1556 Katastraljochen. Sie gehörte zu dieser Zeit zum Bezirk Devecser im Komitat Veszprém.

## Sehenswürdigkeiten
- Heimatgeschichtliche Sammlung (Helytörténeti Gyűjtemény)
- Millenniumsdenkmal (Millenniumi emlékmű)
- Reformierte Kirche, erbaut 1801
- Weltkriegsdenkmal

## Verkehr
Durch Egeralja verläuft die Landstraße Nr. 8413. Es bestehen Busverbindungen über Külsővat nach Celldömölk sowie über Iszkáz nach Karakószörcsök. Der nächstgelegene Bahnhof befindet sich gut acht Kilometer nördlich in Külsővat.